# Кузнецов, Виктор Александрович (художник)
Виктор Александрович Кузнецов (р. 4 марта 1960, Йошкар-Ола) — современный художник, член Новой Академии Тимура Новикова. Псевдонимы: Гиппер Пупер (Gipper Puper), Viktor Faberferrarius, Кинографит, Витамин.

## Биография
Учился в детской художественной школе Йошкар-Олы.
Выпускник художественного училища Йошкар-Олы. Специальность — оформитель.
1979—1980 годы был солдатом срочной службы в Советской Армии. ЦГВ.
1982—1987 годы учёбы в ЛВХПУ им. В. И. Мухиной (Санкт-Петербургская художественно-промышленная академия имени А. Л. Штиглица).
В 1987 году окончил факультет промышленного искусства, отделение промышленного дизайна, кафедра экспериментального дизайна профессора Евгения Николаевича Лазарева.
Во время обучения создал и вошел в группу художников «СВОИ». Первая выставка группы «СВОИ» прошла в стенах «Мухинского» училища в 1986 году.
В 1988—1990 был участником многочисленных выставок и перформансов группы «СВОИ» на различных площадках города.
С 1987 года берет себе псевдоним — Гиппер Пупер, которым, с этого времени, подписывает свои работы.
В 1989 принял участие в поворотной выставке ленинградского андеграунда «От неофициального искусства к перестройке».
В 1990 году был приглашен в Нант на фестиваль «Les Allumees», где впервые была показана серия живописи «Летчики».
Знаменитый арт-теплоход профессор Хлюстин везет молодых художников, артистов и музыкантов во Францию. На теплоходе знакомится со многими деятелями современного искусства, в том числе и с Олегом Масловым.
В 1992 году знакомится с Тимуром Новиковым.
В 1992 образует творческий союз с Олегом Масловым. В этом же году Олег и Виктор впервые совместно создают экспозицию для одного из залов выставки «Клуб друзей Маяковского», приуроченной к 100-летию поэта. Выставка проходила в залах Мраморного дворца.
1992—1993 Виктор и Олег пишут серию больших холстов «Голубая лагуна». В это время Тимур Новиков назначает Виктора и Олега профессорами Новой Академии по классу живописи.
Выставкой «Голубая Лагуна» на Пушкинской-10, открываются залы Новой Академии, как нового выставочного пространства (1993—1997) Санкт-Петербурга.
На 1993—2005 годы приходится совместная творческая деятельность с Олегом Масловым. Подписывают картины творческими псевдонимами Oleg Oleaginus & Viktor Faberferrarius.
Создают серии живописи. Занимаются пикторальной фотографией (занимаются и экспериментируют с печатью фотографий). Делают видео фильмы. Создают костюмы и бутафорию для персонажей «Олег и Виктор». Участвуют в перформансах Поп-механики Сергея Курехина.
Участвует во всех выставках и событиях Новой Академии.
Как актёры и дизайнеры костюмов снимаются в видео фильмах Андрюса Венцлова.
1997—2000 в Инженерном замке (находились залы НАИИ) пишут большое эпическое полотно «Триумф Гомера».
С 2005 года возвращается к персональной деятельности. Работает под несколькими псевдонимами одновременно. Создает серию живописи под псевдонимом «Faberferrarius». Серия была показана в 2009 году на фестивале «Уровень моря» (ЦВЗ Манеж).
А также вновь работает как Гиппер Пупер, создает новые серии графики и живописи.
Придумывает: Кинографита (серия рисунков, плакатов и холстов) и Витамина.
Живёт и работает в Санкт-Петербурге.

## Основные проекты
- Весенний ветерок
- Тайны священной рощи
- Альма-Тадема
- Ателье Олега и Виктора
- Посвящение Генриху Семирадскому
- Тюльпаны Плющова
- Леониды
- Итальянизирующий пейзаж
- Кинографит (одноименный с псевдонимом)
- Ути в Пути

## Выставки

### Персональные
2014 «Любаша и Волк», NameGallery,Санкт-Петербург
2009 «Фарфоровое желание», Музей НАИИ, Санкт-Петербург
2009 «Атака в узоры», Галерея Anna Nova, Санкт-Петербург
2009 «Пара-нормальный фасон», галерея «Формула», лофт-проект «Этажи», Санкт-Петербург
2007 «Кубическая голова», Музей НАИИ, Санкт-Петербург
2005 «Рисунки острым», Музей НАИИ, Санкт-Петербург
2003 «10 лет творческой дружбы», Музей Нонконформизма, Пушкинская 10, Санкт-Петербург
1994 «Голубая Лагуна», НАИИ, Санкт-Петербург
1992 «Палочки на водопадах», «Галерея 103», Санкт-Петербург

### Групповые
2019 Красота плюс, минус, ЦВЗ Манеж, Санкт-Петербург
2015 Инопланетяне и мороженое или дружба богов, МНИ, Пушкинская-10, Санкт-Петербург.
2015 Абсолютная красота, Музей Людвига, Будапешт
2014 «Клуб друзей. „Новые художники“ и „Новая Академия“ Тимура Новикова», галерея Calvert 22, Лондон
2014 Территория свободы, ГРМ, Мраморный дворец
2013 Украшение красивого, Третьяковская галерея, Москва
2013 Ангел со стилусом, Зал клуба «Олимпия», Санкт-Петербург
2011 «Новая академия. Санкт-Петербург», Фонд «Екатерина», Москва
2009 II Международный фестиваль «Уровень моря», ЦВЗ Манеж, Санкт-Петербург
2009 «Мода и стиль», Государственный Русский музей, Санкт-Петербург
2007 «Бумажная архитектура», Государственный Русский музей, Санкт-Петербург
2005 «Мода и стиль в фотографии», МДФ, Московский музей современного искусства, Москва
2005 «Неоклассицизм, часть I, художники круга Тимура Новикова», Москва, галерея RuArts
2005 «Сообщники», Третьяковская галерея на Крымском валу, Москва, Первая московская биеннале современного искусства
2004 "Русский неоакадемизм, Музей современного искусства, Борнхольм, Дания
2004 "Se Opp! (Watch out! Искусство из Москвы и Санкт-Петербурга), Национальный музей искусств, Норвегия, Осло
2003 Современное искусство Петербурга, Австрия, Грац
2002 «Снегурочка-новое искусство из России», Польша, галерея, Варшава
2002 "Греческая классика: «Идея или реальность». Martin-Gropius-Bau, Берлин
2002 «Художники идеала», Палаццо Форти, Верона,
2001 «Красота и эротизм, скульптурные опыты», Нидерланды, Гронинген
2001 «Между землей и небом», Музей современного искусства, Остенде, Бельгия
2000 «Динамические пары», Манеж, Москва
1999—2000 Биенале стран Балтии, Щецин
1999 — Выставка графики «Дантес», Галерея «Ротонда», Москва
1998 «Путешествие на остров Киферу», Манеж, Санкт-Петербург.
1998 Второй месяц фотографии, Манеж, Москва
1998 «Et in Arcadia Ego». Amfilada Gallery, Щецин, Польша
1997 Кабинет, Ателье Олега и Виктора, Стеделийк музей, Амстердам, Нидерланды.
1997 Первый международный месяц фотографии, Манеж, Москва
1996 «Метафоры отрешения. Актуальное искусство из Санкт-Петербурга». Badisher Kunstverein, Карлсруэ, Германия
1996 «Идиллия и катастрофа», EK Tachrom, Эрфурт
1996 «Олег и Виктор», Айдан-галерея, Москва
1995 «Самоидентификация. Состояние искусства Санкт-Петербурга с 1970 года по настоящий момент», Киль, Берлин, Осло, Сопот, Петербург
1994 «Ренессанс и резистанс», Мраморный дворец, Русский музей, Санкт-Петербург
1991 «СВОИ», Мраморный дворец, Ленинград
1991 «Невский проспект. Андерграунд», фестиваль Санкт-Петербурга в Нанте, Франция
1990 «Фестиваль галерей», ЦВЗ «Манеж», Ленинград
1990 «I биеннале новейшего искусства», Гавань, Ленинград
1989 «От неофициального искусства к перестройке», Гавань, Ленинград
1989 Группа «СВОИ», Литейный, 57, Ленинград
1989 «Советское искусство», Pictum, Хельсинки, Финляндия
1988 «Молодые гении», Молодёжный культурный центр, Ленинград
1988 «Современное искусство Ленинграда», ЦВЗ «Манеж», Ленинград
1987 «Полигон», Музей ЛВХПУ им. В. И. Мухиной, Ленинград
1980 «Факт», Башня Кик ин де кек, Таллин, Эстония
1975 «Молодые художники Йошкар-Олы», ЦВЗ, Йошкар-Ола

## Фильмография
- 1997. Трагедия (Олег Маслов и Виктор Кузнецов)
- 1994. Другие проблемы (Режиссёр Андрюс Венцлова)
- 1993. Мирей (Режиссёр Андрюс Венцлова)